# Campolieto
Campolieto là một đô thị ở tỉnh Campobasso trong vùng Molise thuộc nước Ý, có vị trí cách khoảng 11 km (6,8 mi) về phía đông bắc của Campobasso. Tại thời điểm ngày 31 tháng 12 năm 2004, đô thị này có dân số 1.024 người và diện tích là 24,2 km² (9.3 mi2).
Campolieto giáp các đô thị: Castellino del Biferno, Matrice, Monacilioni, Morrone del Sannio, Ripabottoni, San Giovanni in Galdo.